# Aiguille du Grand Fond
L'aiguille du Grand Fond est un sommet situé dans le massif du Beaufortain, en Savoie.

## Géographie
L'aiguille du Grand Fond est située en France, dans le département de la Savoie de la région Auvergne-Rhône-Alpes ; il marque le tripoint entre les communes de Beaufort sur son flanc nord-ouest, Bourg-Saint-Maurice à l'est et les Chapelles au sud. L'aiguille se trouve en bordure du champ de tir de la combe de la Neuva.
Le sommet domine le lac de Roselend au nord-ouest, le Cormet de Roselend au nord, la combe de la Neuva à l'est, le col du Grand Fond au sud par-delà lequel se trouve le lac et le refuge de Presset. Le sommet n'est pas accessible en randonnée mais le sentier de grande randonnée de pays Tour du Beaufortain passe par la combe de la Neuva et le col du Grand Fond.

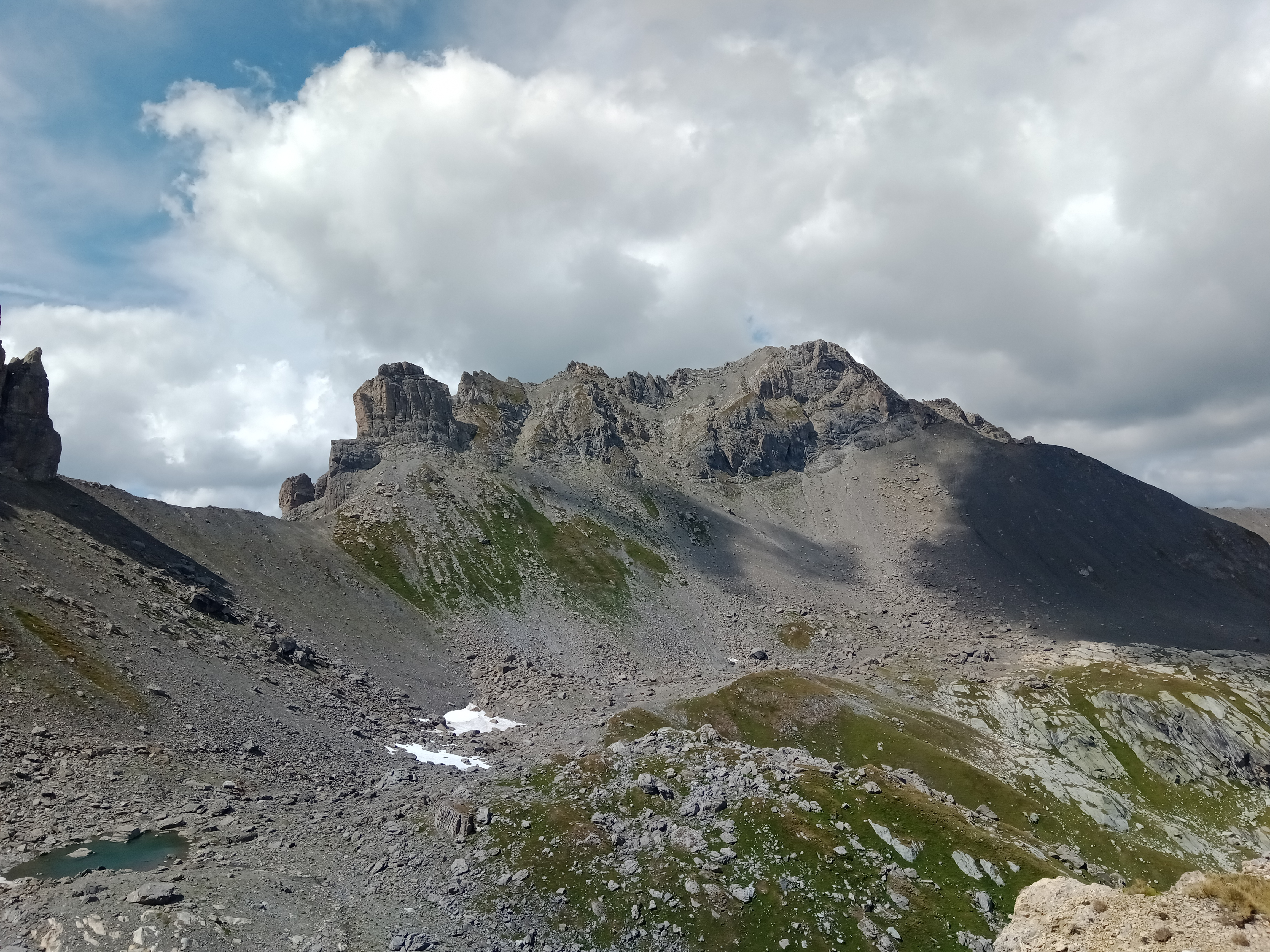
L'aiguille du Grand Fond et la brèche de Parozan à gauche depuis le col du Grand Fond au sud.

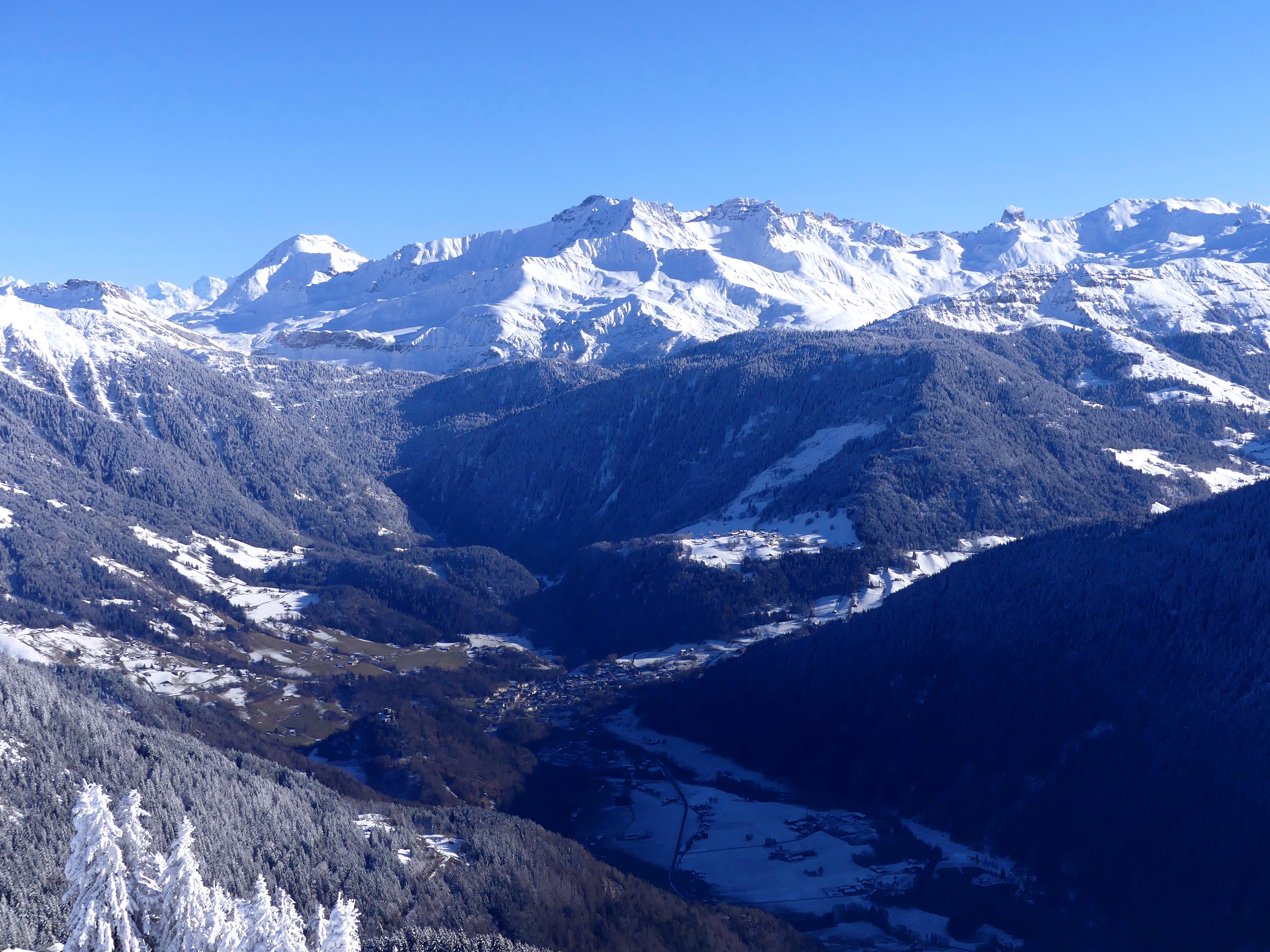
Le Beaufortain avec au loin la pointe de la Terrasse, l'aiguille du Grand Fond et la Pierra Menta de gauche à droite depuis le signal de Bisanne au nord-ouest.